# 삼성 제니오 쿼티
삼성 제니오 쿼티(Samsung Genio QWERTY, Samsung B3210)은 삼성전자가 2009년 5월에 출시한 휴대 전화이다.

## 같이 보기
- 삼성 제니오 터치